# Siamese tweeling

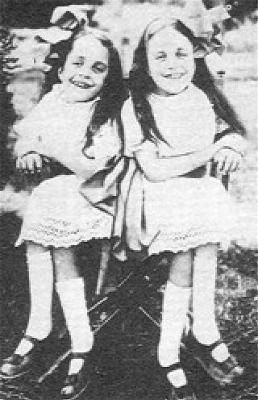
Daisy en Violet Hilton op 8-jarige leeftijd in 1916

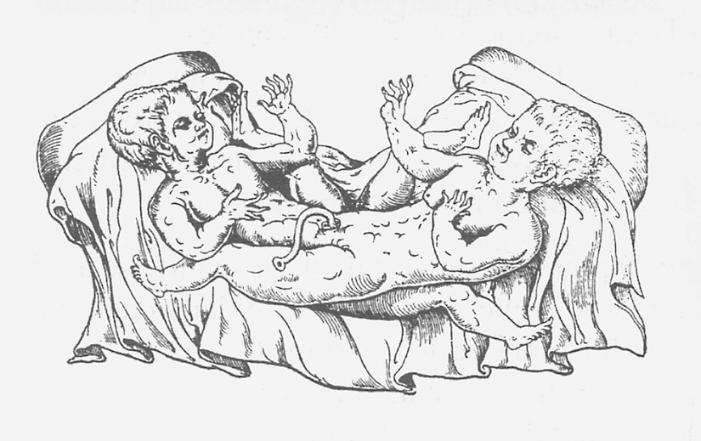
Afbeelding van een Siamese tweeling, geboren op 21 juli 1570

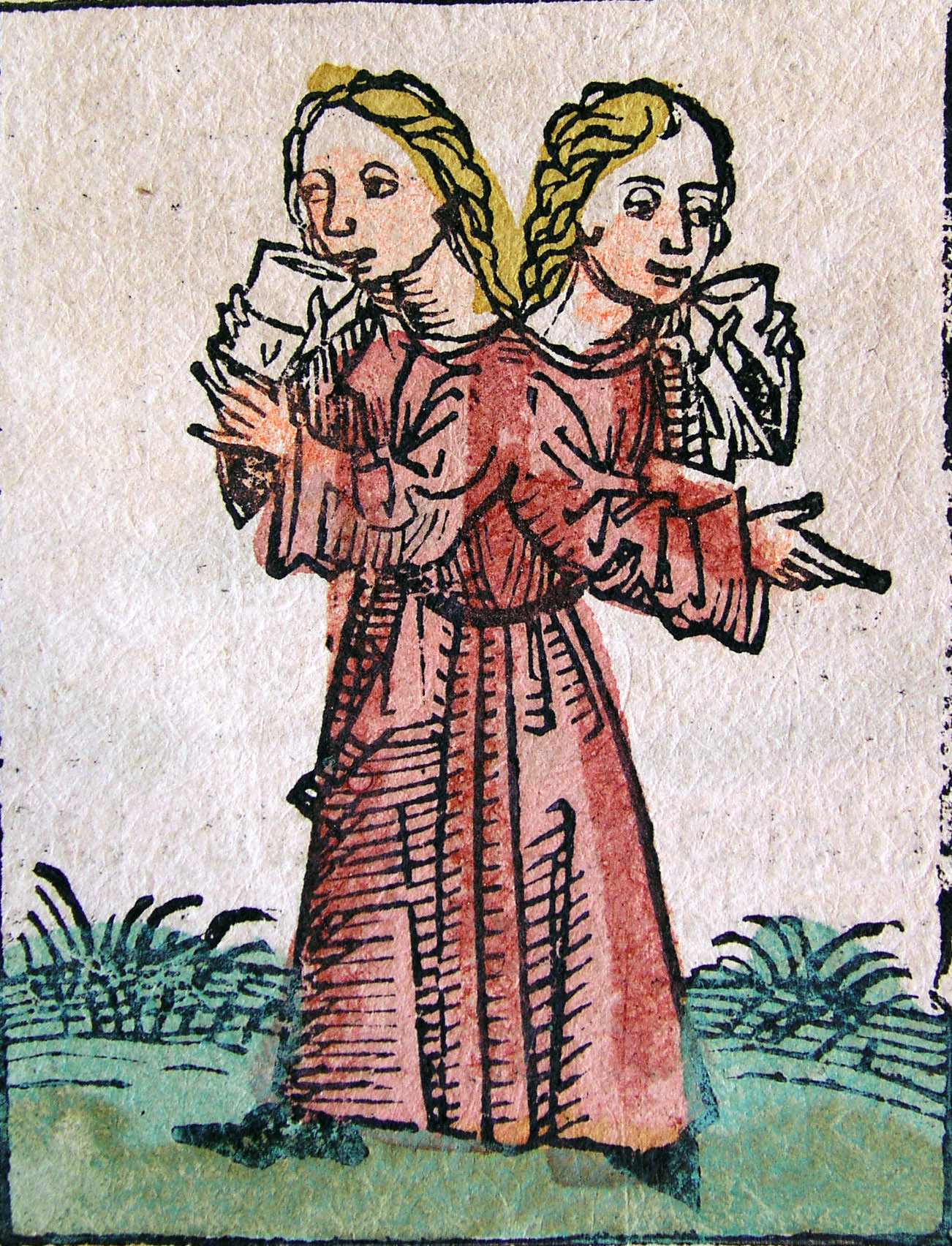
Afbeelding uit de kroniek van Neurenberg door Hartmann Schedel (1440-1514)

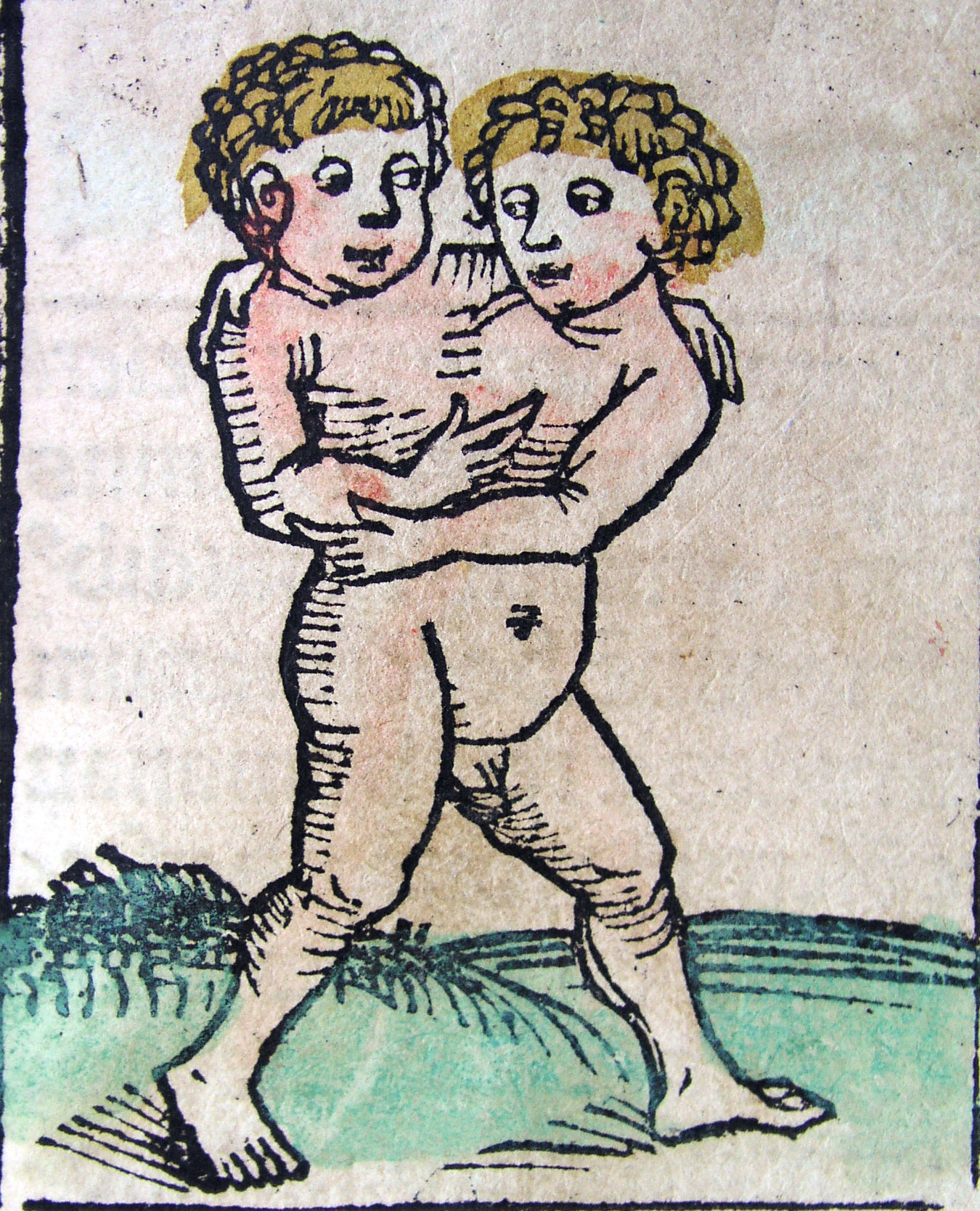
Afbeelding uit de kroniek van Neurenberg door Hartmann Schedel (1440-1514)

Een Siamese tweeling is een eeneiige tweeling waarvan de twee individuen bij de geboorte aan elkaar vast zitten. De verbinding kan variëren van een klein stuk (bind)weefsel dat de lichamen ergens verbindt tot het gemeenschappelijk hebben van een of meer lichaamsdelen. Er bestaan twee theorieën over het ontstaan. Volgens de ene theorie splitst de bevruchte eicel zich niet volledig. Volgens de minder geaccepteerde theorie splitst de eicel zich volledig, maar vormen stamcellen vervolgens een verbinding tussen de beide organismen.
Siamese tweelingen kunnen soms met behulp van chirurgie van elkaar worden gescheiden. Of dit mogelijk is hangt echter af van de mate van vergroeiing, met name in hoeverre de interne organen zijn gedeeld of vergroeid. Soms zijn zelfs gedeelten van de hersenen met elkaar vergroeid.
Vanwege de risico's van een dergelijke operatie leidt dit tot medisch-ethische problemen, omdat niet zelden één helft van de tweeling sterft als ze gescheiden worden. Als er een of meer essentiële gemeenschappelijke organen zijn die niet gesplitst kunnen worden, zal bij het scheiden van de tweeling sowieso een helft van de tweeling moeten sterven.
Wetenschappers denken dat ongeveer één op de 50.000-100.000 geboorten een Siamese tweeling is.
Van alle Siamese tweelingen wordt 40% tot 60% dood geboren en overlijdt 35% na een dag.
Niet alleen mensen kunnen Siamese tweelingen krijgen. Het is ook vastgesteld bij dieren.

## Benoeming naar het geboorteland van Chang en Eng Bunker
De algemene naam Siamese tweeling is afgeleid van het geboorteland van de tweeling Chang en Eng Bunker (1811-1874). Deze tweeling kwam ter wereld in Siam, het tegenwoordige Thailand. Zij waren met de zijkant van de buik aan elkaar verbonden door een weefselband van 22 centimeter lang en 4 centimeter dik. Na hun 'ontdekking' verdienden ze een fortuin door op te treden op tentoonstellingen.
De beide jongens trouwden met twee zusters, Sallie en Adelaide Yates, en werden vader van 21 kinderen. Chang en Eng stierven op dezelfde dag in 1874. Chang, die een longontsteking had, stierf onverwacht tijdens zijn slaap. Eng ontwaakte en zag dat zijn broer dood was. Hij riep zijn vrouw en kinderen om hem bij te staan. Een dokter werd gecontacteerd voor een spoedoperatie, maar Eng weigerde van zijn dode broer gescheiden te worden. Hij overleed drie uur later.

## Voorbeelden van Siamese tweelingen

### Chenelva en Sheneeva Kolestein
Vrouwen, geboren in 2001, die met hun hoofden aan elkaar vast zitten, en vanwege een gedeelde slagader in hun hoofd niet gescheiden kunnen worden. Het is anno 2025 de enige nog levende, niet gescheiden Nederlandse Siamese tweeling.

### Bessie en Lucy Medich
De meisjes kwamen uit Tsjechië maar woonden in de Verenigde Staten en hadden de Amerikaanse nationaliteit. Zij leefden vier maanden en overleden in oktober 1926 in Minneapolis nadat Lucy longontsteking kreeg.

### Gracie and Rosie Attard (Jodie en Mary)
In november 2000 werd de Britse Siamese tweeling Gracie and Rosie Attard operatief van elkaar gescheiden. Deze operatie was zwaar omstreden omdat een van de tweeling, Rosie, veel zwakker was dan Gracie en bij de operatie ongetwijfeld zou sterven. Zonder operatie zouden echter beide kinderen al snel overlijden. Uiteindelijk gaf een rechter toestemming voor de operatie, hoewel dit tegen de wens van de ouders inging. Rosie overleed inderdaad tijdens de operatie. Tijdens de rechtszaak werden de kinderen Jodie and Mary genoemd. Jodie was de naam van het sterkere meisje, Mary die van het zwakkere meisje.

### Ladan en Laleh Bijjani
In juli 2003 werd in Singapore een poging gedaan om de 29-jarige Iraanse zussen Ladan en Laleh Bijani van elkaar te scheiden. Zij waren met hun schedel aan elkaar gegroeid met ieder een eigen stel hersenen, maar met een gedeelde ader (de sinus sagittalis superior). Het lukte de chirurgen wel een tweede ader in te bouwen, maar na de drie dagen durende operatie overleden beiden kort na elkaar aan de gevolgen van bloedverlies.

### Folkje en Tjitske de Vries

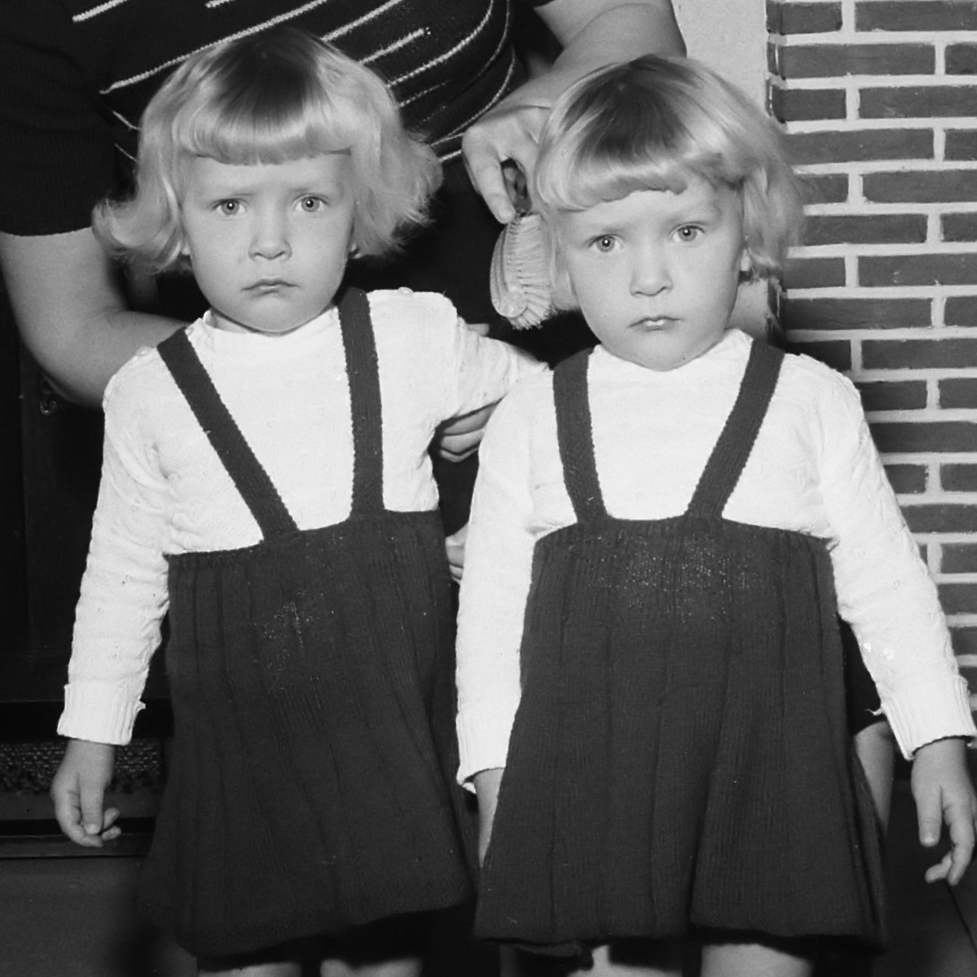
Folkje en Tjitske de Vries (1 november 1955)

Folkje en Tjitske de Vries werden op 8 november 1953 door hun moeder en met hulp van huisarts Jacobus Pieter Simon (Jack) Wijthoff (1912-1974) in Molenend ter wereld gebracht. Zij werden op 12 juni 1954 door vier artsen operatief van elkaar gescheiden in het Diaconessenhuis in Leeuwarden. Ze waren de eerste Siamese tweeling met wie dat in Nederland gebeurde.
Ze waren met de buiken aan elkaar vergroeid, maar vanaf de geboorte functioneerden beide lichamen volkomen los van elkaar.
Ze wogen samen dertien pond bij de geboorte en de artsen in Leeuwarden stelden direct na de geboorte al vast dat ze een goede kans hadden om te worden gescheiden. De vergroeiing die hen verbond besloeg een oppervlakte van slechts 7 vierkante centimeter. De operatie verliep succesvol.

### Mohammed en Ahmed Ibrahim
Deze in Egypte op 2 juni 2001 met een keizersnee geboren tweeling zat met de bovenkant van hun hoofdjes tegen elkaar gegroeid. Op 12 oktober 2003, op tweejarige leeftijd, werden ze in Dallas tijdens een 27 uren durende operatie van elkaar gescheiden. Tijdens de operatie moesten meer dan 100 bloedvaten worden omgeleid. Vijf maanden voor de operatie werd materiaal in de hoofden ingespoten om de hoofdhuid en het weefsel daaronder te laten uitrekken.

### Jade en Erin Buckles
Op 19 juni 2004 werd een vier maanden oude Siamese tweeling in een ziekenhuis in Washington, het Children's National Medical Center, succesvol gescheiden na een operatie van zes uur. Jade en Erin Buckles waren vanaf hun borstbeen tot de navel met elkaar verbonden. De twee meisjes deelden samen een lever die na deling opnieuw zal kunnen aangroeien (Dit is het enige menselijke orgaan dat daartoe in staat is). Het middenrif van de baby's was onderling vergroeid. Het hart van Erin zat voor 60% in de borstkas van Jade. Er traden tijdens en direct na de operatie geen complicaties op.

### Carl en Clarence Aguirre
De tweejarige Filipijnse tweeling die met de bovenzijde van hun hoofden met elkaar verbonden waren, zijn op 5 augustus 2004 na een 6 uur durende operatie van elkaar gescheiden. In tegenstelling tot vele andere Siamese tweelingen, verliep hun scheiding over meer operaties. Beide jongens overleefden de operatie.

### Katie en Eilish Holton
Katie en Eilish Holton werden in februari 1989 in Ierland geboren. Deze Siamese tweeling was erger vergroeid dan alle andere die tot nu toe zijn gescheiden. In januari 1992 werden ze opgenomen in het Londense Great Ormond Street Kinderziekenhuis ter voorbereiding van de scheiding. Twee dagen na de geslaagde scheidingsoperatie stierf Katie onverwacht aan een hartverlamming. Na autopsie bleek dat ze een zwak hart had en dat de Siamese tweeling zonder operatie waarschijnlijk na enkele jaren zou zijn gestorven. Eilish is nog in leven, maar leeft de laatste tijd wat teruggetrokken.

### Abigail en Brittany Hensel
Beide meisjes (geboren op 7 maart 1990), woonachtig in de Amerikaanse staat Minnesota, hebben onder het middel alles gemeenschappelijk. Ze hebben ieder een eigen hart en maag, maar gemeenschappelijke bloedsomloop en voortplantingsorganen. Scheiding lijkt derhalve niet mogelijk.

### Shannon en Megan Fanning
Shannon en Megan Fanning uit Illinois werden (te vroeg) geboren uit dezelfde embryonale zak, wat zeldzaam en gevaarlijk was. Door een darmverstopping moesten de baby's onmiddellijk worden gescheiden. Tegen alle verwachtingen in overleefden ze de operatie in 1996.

## Leeftijd van tweelingen
Vaak sterven Siamese tweelingen al snel na de geboorte. Zo niet dan leven ze toch vaak minder lang dan de gemiddelde mens. In sommige musea zijn voorbeelden van Siamese tweelingen te zien, soms op sterk water, soms als skelet. Vroeger vertoonde men deze in een rariteitenkabinet. Op 4 juli 2020 stierven de broers Ronnie en Donnie Galyon op 68-jarige leeftijd, wat hun zover bekend de oudste Siamese tweeling ooit maakte.